# 1898 au cinéma
| Années du cinéma : 1895 - 1896 - 1897 - 1898 - 1899 - 1900 - 1901    |
| Décennies du cinéma : 1860 - 1870 - 1880 - 1890 - 1900 - 1910 - 1920 |

Cet article présente les faits marquants de l'année 1898 au cinéma.

## Principaux films de l'année

### France
- Exécution de Jeanne d'Arc, par Georges Hatot, France
- Visite sous marine du Maine, par Georges Méliès, France

### Mexique
- Don Juan Tenorio, de Salvador Toscano, première fiction du cinéma mexicain

### États-Unis
- Tearing down the Spanish Flag par Albert E. Smith et James Stuart Blackton, États-Unis
- The Vanishing Lady, par Albert E. Smith, États-Unis
- The Passion Day, par William C. Paley, États-Unis
- The Burglar on The Roof, par James Stuart Blackton, États-Unis

### Grande-Bretagne
- The Corsican Brothers, par Georges Albert Smith, Grande-Bretagne
- Photographing a Ghost, par Georges Albert Smith, Grande-Bretagne

## Publications

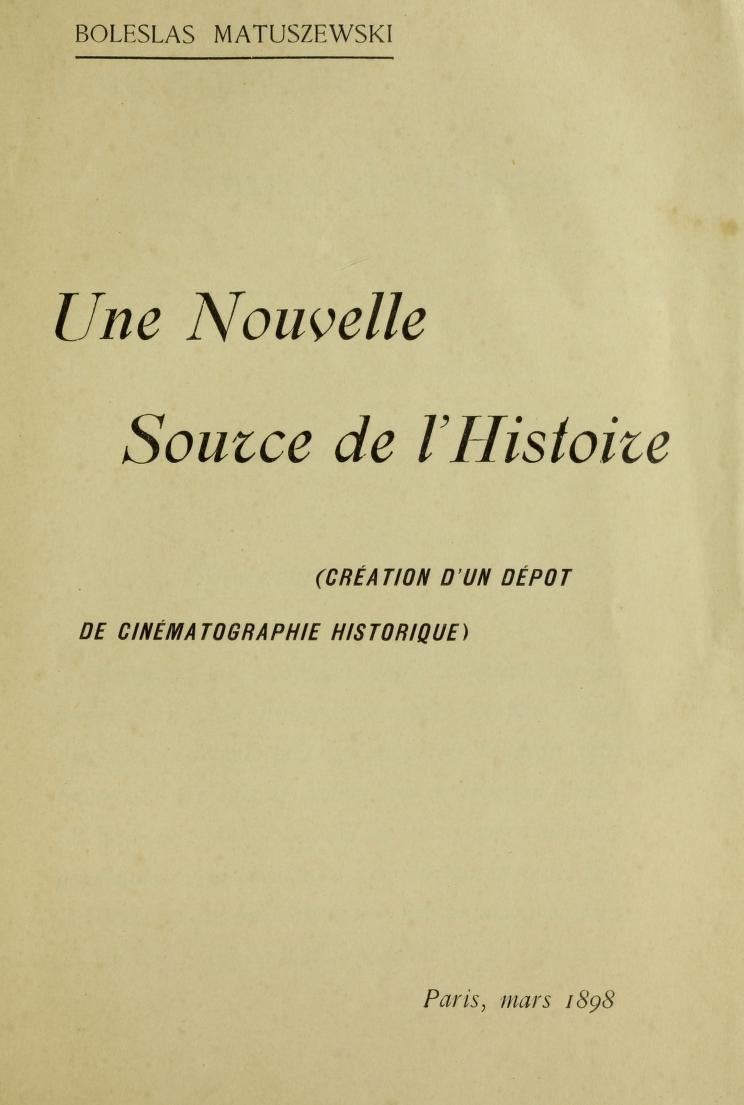
Couverture de la brochure de Boleslas Matuszewski.

- Boleslas Matuszewski, Une nouvelle source de l'histoire (création d'un dépôt de cinématographie historique), Paris, Noizette, 1898, 12 p. ; première publication sur la fonction documentaire du cinéma, considérée par la postérité comme le texte fondateur de l'idée d'archives filmiques[1].

## Principales naissances
- 23 janvier : Sergueï Eisenstein, réalisateur soviétique († 11 février 1948).
- 13 mars : Henry Hathaway, cinéaste américain († 11 février 1985).
- 3 mai : Antoine Balpêtré, acteur français († 29 mars 1963).
- 15 mai : Arletty, comédienne française († 23 juillet 1992).
- 16 mai : Kenji Mizoguchi, réalisateur japonais († 24 août 1956).
- 21 septembre : Paul Bernard, acteur français († 4 mai 1958).
- 11 novembre : René Clair, réalisateur français († 15 mars 1981).
- 18 novembre : Joris Ivens, réalisateur néerlandais († 28 juin 1989).